# Conțești (Dâmbovița)

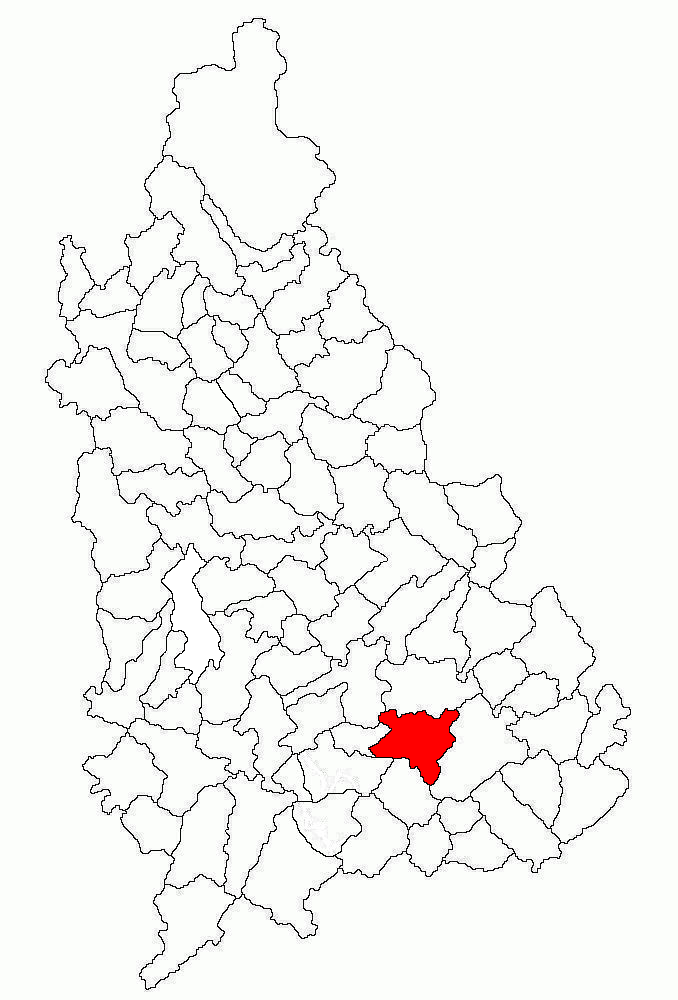

Conțești è un comune della Romania di 5 310 abitanti, ubicato nel distretto di Dâmbovița, nella regione storica della Muntenia.
Il comune è formato dall'unione di 8 villaggi: Bălteni, Boteni, Călugăreni, Conțești, Crângași, Gămănești, Heleșteu, Mereni.